# Saw You Drown
Saw You Drown — музичний альбом гурту Katatonia. Виданий 1998 року лейблом Avantgarde Music. Загальна тривалість композицій становить 24:32. Альбом відносять до напрямків готичний рок, готичний метал.

## Список пісень
1. Saw You Drown — 5:02
2. Nerve — 4:31
3. Quiet World — 4:37
4. Scarlet Heavens — 10:25